# فيكتور آدمسون
فيكتور آدمسون (بالإنجليزية: Victor Adamson)‏ هو مخرج وممثل أمريكي، ولد في 4 يناير 1890 بكانساس سيتي في الولايات المتحدة، وتوفي في 9 نوفمبر 1972 بلوس أنجلوس في الولايات المتحدة بسبب نوبة قلبية.

## وصلات خارجية
- فيكتور آدمسون على موقع IMDb (الإنجليزية)
- فيكتور آدمسون على موقع أول موفي (الإنجليزية)
- فيكتور آدمسون على موقع قاعدة بيانات الأفلام السويدية (السويدية)
- فيكتور آدمسون على موقع قاعدة بيانات الفيلم (الإنجليزية)
- فيكتور آدمسون على موقع كينوبويسك (الروسية)